# Agios Vlásios
Agios Vlásios (Agios Vlasios) är en ort i Grekland.   Den ligger i prefekturen Nomós Kerkýras och regionen Joniska öarna, i den västra delen av landet, 400 km nordväst om huvudstaden Aten. Agios Vlásios ligger 42 meter över havet och antalet invånare är 210. Den ligger på ön Korfu.
Terrängen runt Agios Vlásios är platt åt nordost, men åt sydväst är den kuperad. Havet är nära Agios Vlásios åt nordost. Närmaste större samhälle är Korfu, 4,3 km öster om Agios Vlásios. 